# Petr Kavan (výtvarník)
Petr Kavan (* 14. srpna 1949 Liberec) je český sochař a řezbář, známý především svými skulpturami ze žuly a sadami vyřezávaných dřevěných loutek. Dlouhá léta žil v jižní Indii, kde čerpal inspiraci pro svou tvorbu. Ve svých dílech často spojuje protiklady a konfrontuje vlastní představy s historickými a kulturními hodnotami.

## Život
V letech 1967–1973 vystudoval obor zahraniční obchod na pražské VŠE, kterému se ovšem věnoval jen krátký čas po dokončení školy. Změnu ve svém dosavadním směřování zaznamenal na vojně, kde jej brněnský sochař Pavel Kostrhun seznámil s řezbářskou technikou. První veřejnou prezentaci jeho děl mohli návštěvníci zhlédnout v červnu roku 1981, kdy společně s fotografem Tarasem Kuščynským vystavoval v pražské Výstavní síni Kotva. V roce 1996 podnikl naslepo svou první cestu do Indie, kde se na další léta také usadil a pravidelně zde i tvořil. V tamilnáduském městě Mamallapuram, které je tradiční místem kameníků pracujících s tamní černou žulou, si o rok později zřídil malou dílnu. Techniku si osvojil a v pozdějších pracích ji často kombinoval s bronzem. Ve své dílně Kavan vyučoval i mladé zájemce o toto řemeslo.

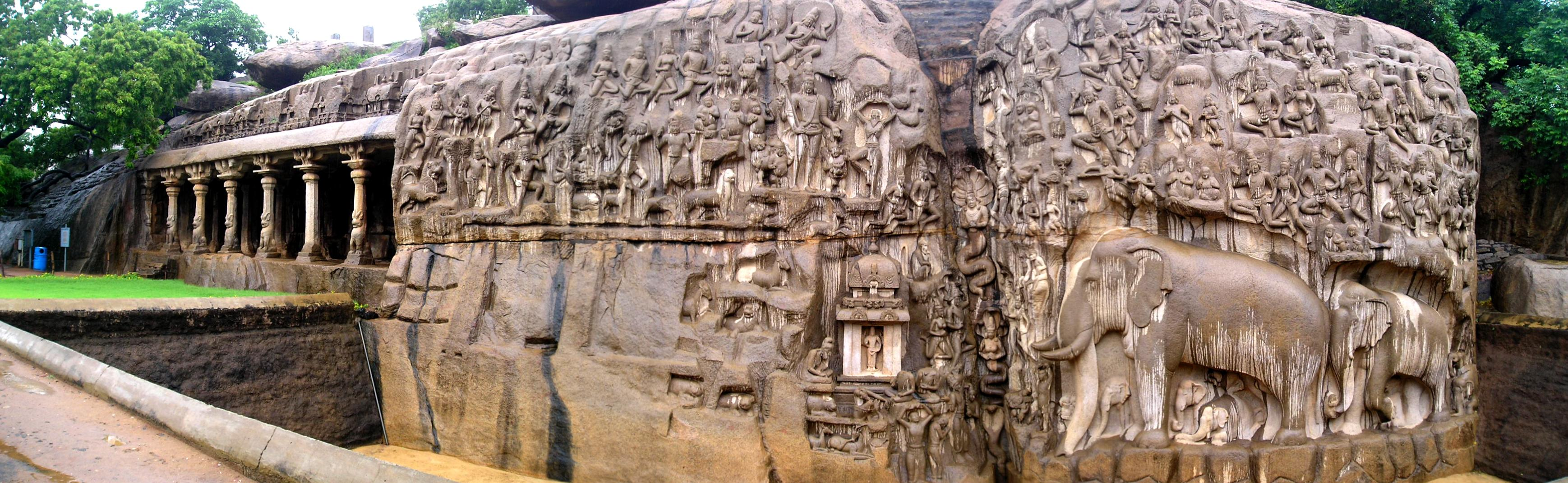
Žulové skulptury ve městě Mamallapuram

Poslední výstava děl Petra Kavana nazvaná Krátká návštěva proběhla ve dnech 19. 7. až 6. 9. 2019 v pražské galerii Kuzebauch. Jeho sochy se objevily ve filmu Vladimíra Michálka Zapomenuté světlo (1996). Kromě žulových a dřevěných skulptur vytvořil Kavan také početný soubor dřevěných loutek z pohádek, historie či mytologie. Roku 1982 spoluzaložil loutkový divadelní soubor Pedluke Pedluke, v rámci kterého si vyzkoušel i roli loutkoherce. Loutky mohli návštěvníci zhlédnout v letech 2012 až 2022 ve Valdické bráně v Jičíně. V lednu 2023 se konala derniéra představení divadla Vosto5 Společenstvo vlastníků, ve kterém hrál postavu Kubáta. V roce 2024 o něm Martin Hanzlíček natočil dokument Petr Kavan – Kola osudu.
Za svou kariéru vystřídal umělec mnoho profesí – úředníka zahraničního obchodu, trenéra žákovského hokejového oddílu, restaurátora starožitného nábytku nebo topiče, kterým se stal na nátlak úřadů.
V současnosti žije již trvale na svém statku v Malé Lhotě v Českém ráji, který zakoupil roku 1984. V minulosti zde pravidelně pořádal různá společenská setkání či letní divadelní a výtvarné tábory pro děti, vystupovala zde i kapela Lucie. Je ženatý, se svou ženou Galinou roz. Čermákovou má syny Matyáše a Ondřeje.

## Tvorba

### Samostatné výstavy
| 1983      | Břeclav |
| 1986      | Muzeum moderního umění Louisiana, Kodaň                                                                                          |
| 1988      | zámek Sobčice; Divadelní festival v Plzni                                                                                        |
| 1990      | Galerie U melouna, Praha; Galerie Pod Kostí                                                                                      |
| 1991      | Galerie Stodola, Český Krumlov; Sto let světové výstavy, Praha                                                                   |
| 1992      | zámek Humprecht |
| 1994      | festival Divadlo v pohybu, Dům pánů z Fanálu, Brno                                                                               |
| 1995      | Dům pánů z Kunštátu, Praha; zámek Mnichovo Hradiště                                                                              |
| 1996      | zámek Mnichovo Hradiště; zámek Crosville-sur-Douve, Francie; Kodaň – evropské kulturní město, Taarstrup                          |
| 1997      | Hildesheim, Německo; Mamallapuram, Indie; zámek Mnichovo Hradiště                                                                |
| 1999      | Galerie Půda, Lomnice nad Popelkou                                                                                               |
| 2000      | Manhattan; Galerie Gambit, Praha; Otázky jsou odpovědi, Strahovský klášter, Praha; Manhattan a kamenné mísy, Palác Karlín, Praha |
| 2001      | Rozmluvy s kamenem, Severočeské muzeum, Liberec                                                                                  |
| 2002      | Galerie Nostress, Praha; Galerie Hilde Leiss, Hamburk                                                                            |
| 2005      | Černý kámen, Galerie BAYER & BAYER, Praha                                                                                        |
| 2010      | Šolcův statek; lapidárium, Sobotka                                                                                               |
| 2012–2022 | Valdická brána, Jičín |
| 2019      | Krátká návštěva, Galerie Kuzebauch, Praha                                                                                        |

### Společné výstavy
| 1981 | Výstavní síň Kotva, Praha (s fotografem Tarasem Kuščynským)                                                                     |
| 1983 | zámek Valtice (s fotografem Pavlem Hudcem); Karlštejn (s malířkou Vlastou Dlouhou)                                              |
| 1987 | Konfrontace, Vysočanské dvorky, Praha                                                                                           |
| 1989 | Staré Hrady (s malířkou Vlastou Dlouhou)                                                                                        |
| 1990 | Česká alternativa, ÚLUV, Praha                                                                                                  |
| 1991 | Divadlo a Loutka – česká scénografie, Galerie pod Kostí; Les Artistes a la Bastille, Espace Keller, Paříž                       |
| 1993 | Analogie II, Galerie Knapp, Lausanne (s architektem Miroslavem Šikem)                                                           |
| 1998 | Galerie Hilde Leiss, Hamburk (s Evou Eisler a Janem Adamem); Příběhy, Oblastní galerie a muzeum, Jičín (s malířem Petrem Sísem) |
| 2000 | Heads and Tails, Gallery The Easel, Madras, Indie (s malířem D. Singhem Ebenezerem)                                             |
| 2002 | Česká loutka, Císařská konírna, Praha; Boučkův statek, Malá Skála (s fotografem Petrem Rošickým)                                |
| 2004 | Česká loutka, Moravská galerie, Brno; Galerie Idées d’Artistes, Francie; Art Prague, Praha                                      |

### Loutky pro představení
| 1982 | Posvícení v Hudlicích                                                 |
| 1984 | Krysař (se studenty 4. ročníku DAMU, režie Jiří Břeněk)               |
| 1985 | Hobit (se studenty 4. ročníku DAMU, režie Ctibor Turba)               |
| 1988 | Oberon, Divadlo dětí Alfa, Plzeň (režie Tomáš Dvořák, František Váša) |
| 1990 | Lumen, Théâtre des Montreurs d’Images, Ženeva                         |
| 1992 | Don Šajn, Divadlo pod věží, Jičín                                     |
| 1993 | Ukradený měsíc, Divadlo AGNEZ, Česká Lípa                             |
| 2020 | Boj o oheň, Naivní divadlo v Liberci                                  |

### Filmografie
| 1989 | Oberon (režie Viktor Polesný)                                                       |
| 1990 | Ticho, které bolí (režie Vladimír Michálek)                                         |
| 1992 | Faust na nitích (režie Michal Baumbruk)                                             |
| 1993 | Krajina s ohněm (režie Ivan Vojnár)                                                 |
| 1996 | Zapomenuté světlo (výtvarník, postava Francka, režie Vladimír Michálek)             |
| 1998 | Praha očima... (postava Gurua, povídka Karty jsou rozdány, režie Vladimír Michálek) |
| 1999 | Indické mimikry P.K. (režie Richard Balous)                                         |
| 2021 | Společenstvo vlastníků (režie Jiří Havelka)                                         |